# Col de Perjuret
Le col de Perjuret est un col du Massif central, situé dans les Cévennes, dans le département de la Lozère.

## Situation
Le col de Perjuret est situé sur la commune de Fraissinet-de-Fourques, à 1 030 m d'altitude, entre le causse Méjean et le mont Aigoual (1 565 m). Il est situé à quelques kilomètres du chaos de Nîmes-le-Vieux. Il permet le passage, d'ouest en est, de la vallée de la Jonte à celle du Tarnon, et du sud au nord, du mont Aigoual au causse Méjean.
Ce dernier axe était fort utilisé lors des transhumances pédestres par les troupeaux de brebis montant du Languedoc par la vallée de l'Hérault et partant en estive vers la Margeride. Les traces de cette draille sont encore visibles par endroits.
C'est aussi par ce col que passe l'eau captée sur l'Aigoual pour la distribution aux habitants du Causse.

## Accès
Il est accessible depuis Meyrueis (11 km) ou Florac (23 km) par la D 996 ; ou depuis Valleraugue (38 km) par la D 986 puis la D 18, en passant par le col de Prat-Peyrot (1 411 m). Il est situé sur la route entre Le Vigan et Florac.
Le sentier de grande randonnée 60 passe par le col de Perjuret.

## Cyclisme

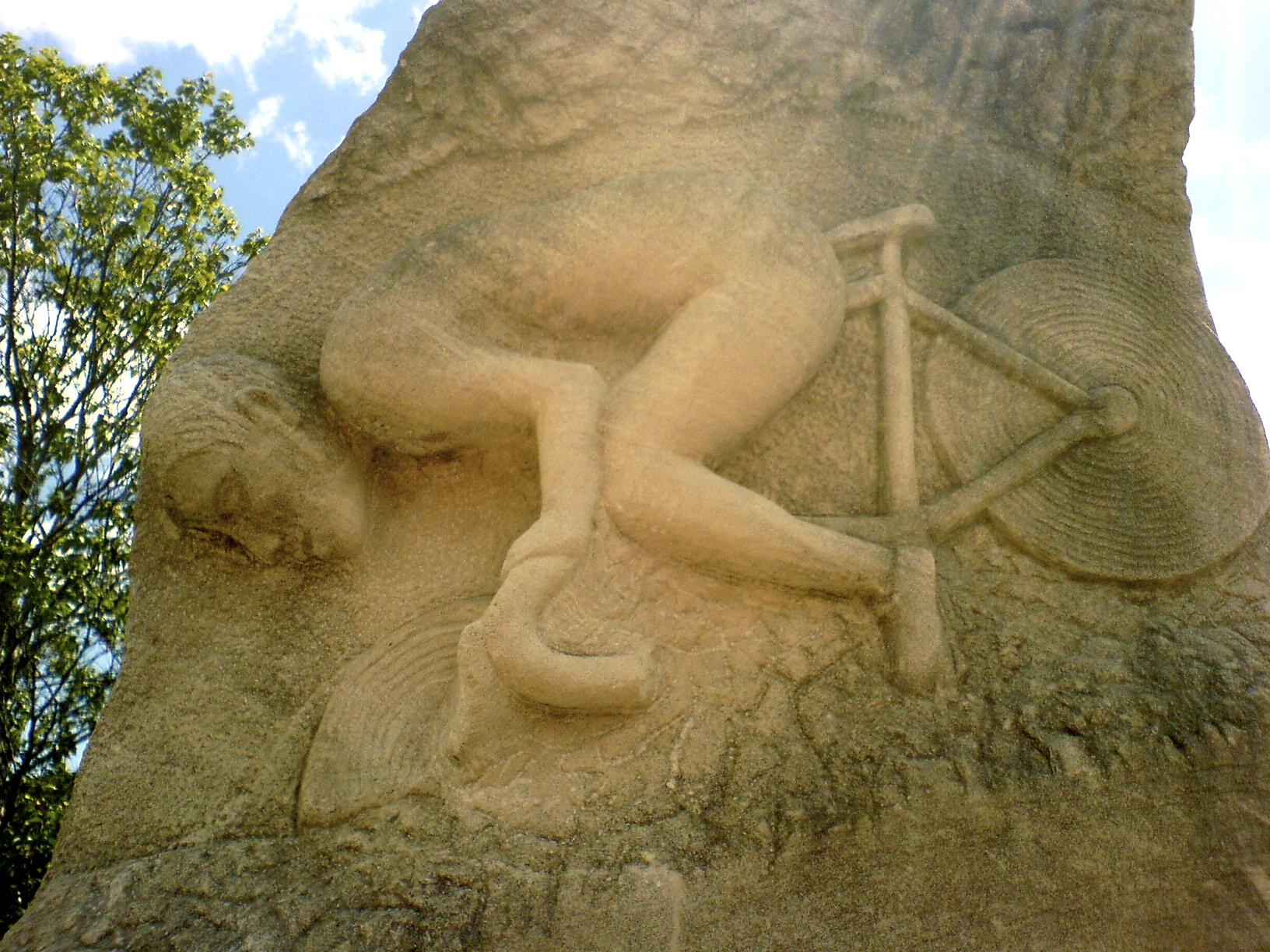
Le mémorial Roger Rivière

C'est dans la descente du col de Perjuret, lors du Tour de France cycliste de 1960, que Roger Rivière subit une lourde chute qui met fin à sa carrière. Évacué par hélicoptère vers Montpellier, il souffre de deux fractures de la colonne vertébrale et d'une paralysie irréversible.
Le col de Perjuret a été franchi en 1987 par le Tour de France, dans une étape entre Millau et Avignon. Il était classé en 3e catégorie et il précédait une ascension du mont Aigoual.
Le col a par ailleurs été franchi lors de l'étape entre Albi et Mende du Tour de l'Avenir 1971.